# 3424-es busz
A 3424-es jelzésű regionális autóbuszvonal Eger, Kerecsend/Maklár, Füzesabony és Heves (– Jászapáti – Jászberény) között húzódik, amelyet a MÁV Személyszállítási Zrt. üzemeltet.

## Útvonala
Az autóbuszvonal Heves vármegye megyeszékhelyét és egyik járásközpontját, Egert és Hevest köti össze, kettő útvonalon, melynek egyikén Kerecsend, Füzesabony, Dormánd és Tenk; másikán Andornaktálya, Nagytálya, Maklár, Füzesabony, Dormánd és Tenk településeket fűzi útvonalára. Munkanaponta kettő járat továbbközlekedik Jász-Nagykun-Szolnok vármegye második legnagyobb városába, Jászberénybe Jászszentandráson, Jászapátin és Jászjákóhalmán át.
A járatok Egeren belül a forgalmasabb; azon kívül a legtöbb állomáson és megállóhelyen megállnak, köztük fellelhetőek gyorsítottak is. A megyeszékhelyen belül kerecsendi fele Lajosvárost a 25-ös főúton; maklári fele Tihamért érinti a 2501-es mellékúton. 
- egyik része Kerecsend felé közlekedik továbbra is a 25-ösön, majd a 3-as főúton Füzesabonyba.
- másik része a Kistályai úton halad Andornaktályára, Nagytályára és Maklárra és a 251-es főúton csatlakozik Füzesabonyba.

A kisvároson belül a legtöbb busz érinti iparterületét is a vasútállomás előtt. Innen Dormándra jutnak el, majd a 31-es főúton irányulnak a vonal további teljes szakaszán, ez alól kivételt képez Jászszentandrás útvonalra fűzése a 32 133-as és 3228-as közutakon.

## Közlekedése
Az autóbuszjáratok a hét minden napján közlekednek, az összes járatpár Eger és Heves között és tanítási időszakban Kerecsendről Tenkre rezsimenet. Hétköznaponta kettő járat meghosszabbított útvonalon jár Jászberényig, visszirányú járat nem indul, csak 3443-as buszként.
A kettő település kapcsolatát tovább emelik:
- azonos útvonalon az 1362-es, 1466-os, 1517-es,
- Kömlő felé a 3434-es,
- Kápolna felé a 3441-es, 3442-es és 3443-as autóbuszjáratok.

Eger és Maklár között a 3435-ös buszok; Kerecsend és Füzesabony között a 3430-as buszok; Tenk és Heves között a 3550-es buszok; Heves és Jászberény között a 3669-es buszok útján haladnak.
| Viszonylat                              | Indításszám     | Közlekedési rend                                                    |
| --------------------------------------- | --------------- | ------------------------------------------------------------------- |
| Eger, aut. áll. – Heves, aut. áll.      | 4 oda, 6 vissza | munkanaponta                                                        |
| Eger, aut. áll. – Heves, aut. áll.      | 5 pár           | szabadnaponta                                                       |
| Eger, aut. áll. – Heves, aut. áll.      | 4 pár           | munkaszüneti naponta, kiv. a hetek első tanítási napját megelőzőkön |
| Eger, aut. áll. – Heves, aut. áll.      | 5 pár           | a hetek első tanítási napját megelőző munkaszüneti naponta          |
| Eger, aut. áll. ➝ Jászberény, aut. áll. | 2 oda           | munkanaponta                                                        |
| Kerecsend, Fő út 60. ➝ Tenk, központ    | 1 oda           | tanítási naponta                                                    |

### Járművek
Az autóbuszvonalon kizárólag szóló autóbuszok közlekednek, melyek legtöbbje Volvo Alfa Regio típusú. Ezen kívül további Credo típusok (EC 12, Econell 12, Inovell 12), Classic Ikarus, Irisbus buszok, valamint régebbi szériájú alacsonypadlós Volvo kocsik is megjelennek.

### Csatlakozások
- Füzesabony vasútállomáson – Budapest és Miskolc felé/felől vonatra (Budapest–Sátoraljaújhely-vasútvonal).

## Megállóhelyei
| 0                                                                                                 | 0                                         | Eger, autóbusz-állomás végállomás            | 0.0 km | 0.0 km  | 2, 2A, 4, 5, 5A, 6, 7, 7A, 11, 12, 14, 14E, 16, 17, 112, 914 1049, 1050, 1051, 1053, 1054, 1343, 1344, 1346, 1347, 1348, 1349, 1351, 1352, 1362, 1380, 1383, 1426, 1427, 1428, 1447, 1466, 1468, 1517 3400, 3402, 3403, 3405, 3406, 3407, 3408, 3409, 3410, 3411, 3412, 3414, 3415, 3416, 3417, 3418, 3419, 3420, 3423, 3426, 3430, 3431, 3432, 3433, 3434, 3435, 3440, 3441, 3442, 3443, 3444, 3445, 3446, 3448, 3450, 3455, 3456, 3457, 3458, 3462, 3469, 3470, 3471, 3472, 3473, 3474, 3476, 3479, 3480, 3481, 3482, 3483, 3484, 3488, 3604, 3660, 3667, 4012, 4014, 4015, 4157 |
| ∫                                                                                                 | ∫                                         | Eger, színház (↑)                            | 0.7 km | 0.7 km  | 2, 2A, 7, 7A, 11, 12, 14, 14E, 17, 112 1053, 1054, 1343, 1344, 1346, 1348, 1362, 1380, 1381, 1426, 1427, 1428, 1447, 1468, 1517 3402, 3408, 3410, 3411, 3414, 3419, 3420, 3423, 3426, 3430, 3431, 3433, 3434, 3435, 3436, 3440, 3441, 3442, 3443, 3444, 3445, 3448, 3667, 4011, 4014, 4015, 4018, 4021, 4022, 4157 |
|                                                                                                   | 1                                         | Eger, Hadnagy utca                           | | 2.0 km  | 2, 2A, 3A, 4, 5, 5A, 6, 16, 914 1343, 1344, 1346, 1380, 1381, 1426, 1427, 1447, 1448, 1468 3405, 3406, 3419, 3420, 3426, 3431, 3435, 4014, 4015, 4018, 4021, 4022 |
| 2                                                                                                 | Eger, ZF Hungária Kft.                    | 3.4 km                                       | 4, 5 1343, 1344, 1346, 1380, 1381, 1426, 1427, 1447, 1448, 1468 3405, 3426, 3431, 3435, 4014, 4015, 4018, 4021, 4022 |         | |
| 3                                                                                                 | Eger, SCHÖN KAEV Kft.                     | 4.0 km                                       | 4, 5 3405, 3426, 3431, 3435 |         | |
| ∫                                                                                                 | Eger, Erzsébet-völgy (↑)                  | 4.6 km                                       | 4, 5 1381, 1426, 1427 3405, 3426, 3431, 3435, 4014, 4015, 4018, 4021 |         | |
| 4                                                                                                 | Eger, Kistályai út                        | 5.4 km                                       | 4, 5 1344, 1380, 1381, 1426, 1427, 1447, 1448, 1468 3405, 3414, 3423, 3426, 3431, 3435, 3436, 4014, 4015, 4018, 4021, 4157 |         | |
| ∫                                                                                                 | Andornaktálya, tórét (↑)                  | 5.9 km                                       | 3405, 3414, 3423, 3426, 3431, 3435, 3436 |         | |
| 5                                                                                                 | Andornaktálya, iskola                     | 6.6 km                                       | 1343, 1344, 1346, 1380, 1381, 1426, 1427, 1447, 1448, 1468 3405, 3414, 3423, 3426, 3431, 3435, 3436, 4014, 4015, 4018, 4021, 4157 |         | |
| 6                                                                                                 | Andornaktálya, községháza                 | 7.6 km                                       | 1344, 1381, 1426, 1427 3405, 3414, 3423, 3426, 3431, 3435, 3436, 4014, 4015, 4018, 4021, 4157 |         | |
| 7                                                                                                 | Andornaktálya, Szent András kápolna       | 8.2 km                                       | 1344, 1346 3405, 3414, 3423, 3426, 3431, 3435, 3436 |         | |
| 8                                                                                                 | Andornaktálya, szociális otthon           | 9.0 km                                       | 1343, 1344, 1346, 1380, 1381, 1426, 1427, 1447, 1448, 1468 3405, 3414, 3423, 3426, 3431, 3435, 3436, 4014, 4015, 4018, 4021, 4157 |         | |
| 9                                                                                                 | Nagytálya, Kölcsey Ferenc út 33.          | 11.1 km                                      | 3405, 3414, 3423, 3426, 3431, 3435, 3436 |         | |
| 10                                                                                                | Nagytálya, bejárati út                    | 11.7 km                                      | 1343, 1346 3405, 3414, 3423, 3426, 3431, 3435, 3436, 4014 |         | |
| 11                                                                                                | Maklár, gyógyszertár                      | 12.1 km                                      | 3423, 3426, 3431, 3436 |         | |
| 12                                                                                                | Maklár, Templom tér                       | 12.8 km                                      | 1343, 1346 3405, 3414, 3423, 3426, 3431, 3435, 3436, 4014 |         | |
| 13                                                                                                | Maklár, régi vasútállomás                 | 13.4 km                                      | 3405, 3423, 3426, 3431, 3436 |         | |
| 14                                                                                                | Maklár, Robert Bosch Kft. körforgalom     | 14.4 km                                      | 1346, 1466 3405, 3423, 3426, 3431, 4014 |         | |
| Naponta 6 járat által érintett a Robert Bosch Kft. körforgalom megálló helyett.                   |                                           |                                              | |         | |
| ∫                                                                                                 | ∫                                         | Maklár, Robert Bosch Kft.                    | ∫ | ∫       | 3426, 3431 |
| 1                                                                                                 |                                           | Eger vasútállomás, bejárati út               | 1.4 km |         | 3A, 6, 11, 12, 13, 14, 14E, 112, 113 1050, 1051, 1053, 1054, 1343, 1346, 1348, 1362, 1380, 1383, 1402, 1427, 1466, 1517 3400, 3402, 3407, 3408, 3410, 3411, 3414, 3423, 3426, 3430, 3431, 3432, 3433, 3434, 3435, 3436, 3440, 3441, 3442, 3443, 3444, 3445, 3446, 3448, 3472, 3479, 3482, 3484, 3667, 4011, 4015, 4157 IR87 , személyvonat – Eger (87, 87a) |
| 2                                                                                                 | Eger, Tompa utca                          | 3.0 km                                       | 3A, 6, 11, 12, 13, 14, 14E, 16, 112, 113, 914 1050, 1051, 1053, 1054, 1343, 1346, 1348, 1362, 1380, 1427, 1466, 1517 3402, 3408, 3410, 3411, 3414, 3423, 3426, 3430, 3431, 3432, 3433, 3434, 3435, 3436, 3440, 3441, 3442, 3443, 3444, 3445, 3446, 3448, 3472, 3479, 3482, 3484, 3667, 4011, 4015, 4157 |         | |
| 3                                                                                                 | Kerecsend, kertszövetkezet                | 7.3 km                                       | 3430, 3431, 3433, 3434, 3440, 3441, 3442, 3443 |         | |
| 4                                                                                                 | Kerecsend, Fő út 60. vonalközi végállomás | 13.7 km                                      | 1050, 1054, 1343, 1348, 1362, 1402, 1427, 1466, 1517 3423, 3430, 3431, 3432, 3433, 3434, 3440, 3441, 3442, 3443, 3444, 3445, 3446, 3448, 3450, 3667 |         | |
| 5                                                                                                 | Kerecsend, Füzesabonyi út 75.             | 14.6 km                                      | 1343, 1362, 1517 3423, 3430, 3431, 3432, 3433, 3434, 3450 |         | |
| 6                                                                                                 | Pusztaszikszó                             | 18.0 km                                      | 1466 3423, 3430, 3431, 3432, 3433, 3434, 3450 |         | |
| Tanítási naponta 3; tanszünetben munkanaponta 2; munkaszüneti naponta 1 járat által nem érintett. |                                           |                                              | |         | |
| 7                                                                                                 | 15                                        | Füzesabony, Pikopack                         | 20.3 km | 19.3 km | 1517 3423, 3426, 3430, 3431, 3432, 3433, 3434, 3436, 3450, 3500, 3511, 4014 |
| 8                                                                                                 | 16                                        | Füzesabony, erősítő üzem                     | 21.4 km | 20.4 km | 1517 3423, 3426, 3430, 3431, 3432, 3433, 3434, 3436, 3450, 3500, 3511, 4014 |
| ∫                                                                                                 | 17                                        | Füzesabony vasútállomás, bejárati út         | 23.0 km | 22.0 km | 1343, 1346, 1466 3405, 3423, 3426, 3430, 3431, 3432, 3433, 3434, 3436, 3450, 3500, 3511, 4014 |
| Tanítási naponta 2; tanszünetben munkanaponta 1 járat által nem érintett.                         |                                           |                                              | |         | |
| 9                                                                                                 | 18                                        | Füzesabony vasútállomás                      | 24.2 km | 23.2 km | 1343, 1346, 1362, 1376, 1466, 1517 3405, 3423, 3426, 3430, 3431, 3432, 3433, 3434, 3436, 3450, 3500, 3511, 4014 expresszvonat, IC, InterRégió, IR87 , sebesvonat, személyvonat – Füzesabony (80, 87a, 108) |
| 10                                                                                                | ∫                                         | Füzesabony vasútállomás, bejárati út         | 25.4 km | 24.4 km | 1343, 1346, 1466 3405, 3423, 3426, 3430, 3431, 3432, 3433, 3434, 3436, 3450, 3500, 3511, 4014 |
| 11                                                                                                | 19                                        | Füzesabony, tüzép                            | 26.2 km | 25.2 km | 1343, 1517 3430, 3431, 3432, 3433, 3434, 3436 |
| 12                                                                                                | 20                                        | Dormánd, hevesi útelágazás                   | 28.4 km | 27.4 km | 1362, 1376, 1466, 1517 |
| 13                                                                                                | ∫                                         | 31-es út 2-es kilométerkő                    | 32.8 km | 31.8 km | 1466, 1517 |
| 14                                                                                                | 21                                        | Tenk, központ vonalközi végállomás           | 37.9 km | 36.9 km | 1067, 1362, 1376, 1466, 1517 3441, 3442, 3443, 3550 |
| 15                                                                                                | ∫                                         | Átányi elágazás                              | 40.6 km | 39.6 km | 1466, 1517 3434, 3441, 3442, 3443, 3550, 3561, 3562 |
| 16                                                                                                | 22                                        | Heves vasútállomás, bejárati út              | 43.6 km | 42.6 km | 1067, 1075, 1466 3434, 3441, 3442, 3443, 3550, 3561, 3562 személyvonat – Heves (102) |
| 17                                                                                                | 23                                        | Heves, tópart                                | 45.0 km | 44.0 km | 1067, 1466 3434, 3441, 3442, 3443, 3550, 3561, 3562 |
| 18                                                                                                | 24                                        | Heves, Hősök tere                            | 45.9 km | 44.9 km | 1066, 1067, 1068, 1069, 1362, 1376, 1443, 1466, 1517 3434, 3441, 3442, 3443, 3550, 3560, 3561, 3562, 3665, 3666, 3670, 3689, 3695 |
| 19                                                                                                | 25                                        | Heves, autóbusz-állomás vonalközi végállomás | 46.8 km | 45.8 km | 1066, 1067, 1068, 1069, 1075, 1362, 1376, 1443, 1466, 1517 3434, 3441, 3442, 3443, 3444, 3550, 3560, 3561, 3562, 3665, 3666, 3669, 3670, 3689, 3695 |
|                                                                                                   | 26                                        | Heves, szociális otthon                      | | 46.3 km | 1075, 1466, 1517 3443, 3669 |
| 27                                                                                                | Pusztacsász                               | 47.7 km                                      | 1075, 1466, 1517 3443, 3669 |         | |
| 28                                                                                                | Heves, Állami Gazdaság bejárati út        | 48.9 km                                      | 1075 3443, 3669 |         | |
| 29                                                                                                | Jászszentandrás, autóbusz-váróterem       | 55.9 km                                      | 1070, 1075, 1076, 1443, 1517 3443, 3669, 4655 |         | |
| 30                                                                                                | Jászszentandrás, gépjavító                | 56.6 km                                      | 1070, 1075, 1517 3443, 3669, 4655 |         | |
| 31                                                                                                | 6-os kilométerkő                          | 58.4 km                                      | 1070, 1075 3443, 3669, 4655 |         | |
| 32                                                                                                | Mezőgazdasági Rt.                         | 62.1 km                                      | 3443, 3669, 4655 |         | |
| 33                                                                                                | Jászapáti, Lehel utca                     | 63.3 km                                      | 1070, 1076, 1517 3443, 3669, 4655 |         | |
| 34                                                                                                | Jászapáti, autóbusz-állomás               | 64.2 km                                      | 1070, 1075, 1076, 1077, 1362, 1376, 1443, 1466, 1517 3443, 3669, 4603, 4655, 4657, 4658, 4659, 4661 |         | |
| 35                                                                                                | Mezőgazdasági tanüzem                     | 67.0 km                                      | 1070, 1075, 1077, 1466 3443, 3669, 4655, 4658, 4659 |         | |
| 36                                                                                                | Budai tanya                               | 69.4 km                                      | 1077, 1466 3443, 3669, 4655, 4658, 4659 |         | |
| 37                                                                                                | Kapitány-rét                              | 70.8 km                                      | 1075, 1466 3443, 3669, 4655, 4658, 4659 |         | |
| 38                                                                                                | Jászjákóhalma, tüzép                      | 75.0 km                                      | 1070, 1075, 1076, 1077, 1466 3443, 3669, 4653, 4654, 4655, 4659 |         | |
| 39                                                                                                | Jászjákóhalma, Petőfi út                  | 75.8 km                                      | 3443, 3669, 4653, 4654, 4655, 4659 |         | |
| 40                                                                                                | Jászjákóhalma, községháza                 | 76.5 km                                      | 1070, 1075, 1076, 1077, 1362, 1376, 1443, 1466 3443, 3669, 4653, 4654, 4655, 4659 |         | |
| 41                                                                                                | Jászberény, jászteleki elágazás           | 82.4 km                                      | 1 1070, 1075, 1077, 1078, 1443, 1466, 1469, 1515 3669, 4601, 4602, 4653, 4654, 4655, 4659, 4660, 4662, 4663 |         | |
| 42                                                                                                | Jászberény, Szabadság tér                 | 83.1 km                                      | 1 1070, 1075, 1076, 1469 3443, 3669, 4601, 4602, 4653, 4654, 4655, 4659, 4660, 4662, 4663 |         | |
| 43                                                                                                | Jászberény, autóbusz-állomás végállomás   | 83.9 km                                      | 1, 2A 498, 499, 503, 523, 3443, 3617, 3667, 3669, 3671, 4601, 4602, 4650, 4651, 4653, 4654, 4655, 4659, 4660, 4662, 4663, 4681, 4686 1070, 1075, 1076, 1077, 1078, 1348, 1362, 1376, 1443, 1466, 1469, 1515                                                                                             |         | |